# Горностайпільська сільська рада
| Горностайпільська сільська рада —колишній орган місцевого самоврядування у Іванківському районі Київської області з адміністративним центром у с. Горностайпіль. Ліквідована у 2020 році у зв'язку з реформою децентралізації, територія сільської ради увійшла до Іванківської селищної територіальної громади. Водоймища на території, підпорядкованій даній раді: річка Тетерів. Сільській раді підпорядковані населені пункти: - с. Горностайпіль - с. Губин - с. Лапутьки |

## Склад ради
Рада складається з 16 депутатів та голови.

### Керівний склад ради
| ПІБ                         | Основні відомості                                                 | Дата обрання | Дата звільнення |
| --------------------------- | ----------------------------------------------------------------- | ------------ | --------------- |
| Рудніченко Марія Олексіївна | Сільський голова, 1955 року народження, освіта, позапартійна      | 26.03.2006   | 31.10.2010      |
| Рудніченко Марія Олексіївна | Сільський голова, 1955 року народження, освіта вища, позапартійна | 31.10.2010   |                 |

Примітка: таблиця складена за даними джерела